# Ivan Zimmermann
Ivan Sérgio Zimmermann (Blumenau, 31 de dezembro de 1960 – Pompano Beach, 31 de janeiro de 2025) foi um jornalista e narrador esportivo brasileiro.
Ficou conhecido por sua carreira profissional dedicada à cobertura de esportes, especialmente as principais ligas estadunidenses, como NFL, NBA, NHL e MLB pela versão brasileira do canal de televisão por assinatura ESPN entre 1992 a 2003.
Zimmermann criou bordões como "fogo na bomba", "barrado no baile" e "hasta la vista, baby", que se tornaram marcantes em suas transmissões, bem como seu estilo leve e bem-humorado de narrar eventos esportivos.

## Biografia
Nascido em Blumenau, Zimmermann mudou-se para São Paulo aos 10 anos. Formou-se em jornalismo pela Universidade Metodista de São Paulo em 1984. No ano seguinte, teve sua primeira experiência internacional ao acompanhar a comitiva do então presidente José Sarney para cobrir a reunião anual da Organização das Nações Unidas em Nova Iorque. Foi então que o jornalista decidiu permanecer nos Estados Unidos, onde trabalhou em diversas atividades, incluindo dirigir carretas e limusines.
Em 1992, retornou ao jornalismo, ingressando como narrador esportivo na ESPN, em um momento de expansão do canal de televisão por assinatura estadunidense para mercados na Ásia, África e América Latina. Zimmermann especializou-se em esportes estadunidenses, consolidando-se como um dos principais nomes da versão brasileira da ESPN Internacional, cujas transmissões eram realizadas a partir de um pequeno estúdio localizado em Bristol, Connecticut. Junto a outros profissionais, como André José Adler e Roby Porto, Zimmermann narrou diversas modalidades esportivas, com destaque para os esportes praticados nos Estados Unidos, carro-chefe da programação do canal, como futebol americano.
Em 1993, Zimmermann e Adler tornaram-se a primeira equipe brasileira a transmitir um Super Bowl in loco. Zimmermann narrou diretamente do Rose Bowl, em Pasadena, o Super Bowl XXVII entre Dallas Cowboys e Buffalo Bills, terminou com a vitória da equipe texana por 52 a 17. Com o tempo, Adler foi escolhido como o narrador principal da modalidade pela ESPN Internacional, enquanto Zimmermann assumiu a posição de narrador principal da National Basketball Association, participando de coberturas marcantes como as finais da temporada 1998 que resultaram no sexto título do Chicago Bulls com Michael Jordan.
Além de partidas da NFL e da NBA, Zimmermann narrou eventos da National Hockey League, da Major League Baseball, de futebol americano universitário, golfe, boxe e pesca.
Cobriu a Copa do Mundo de 1994 pela Rádio Jovem Pan.
Também foi um dos apresentadores da edição brasileira do Sportcenter Internacional, diretamente de Bristol. Seu bordão mais famoso, "Hasta la vista, baby", era dito ao final das transmissões e se tornou uma marca registrada de seu estilo. Também criou diversos outros em suas narrações: para as transmissões de basquete, havia o "barrado no baile" (para grandes jogadas de defesa), o "Shaq attack" (para as grandes jogadas de Shaquille O'Neal), e o grito alongado "de trêêês" (para as cestas de três pontos); nas partidas de futebol americano, tinha expressões como "fogo na bomba" (para grandes lançamentos de quarterbacks), "rasteja verme" (quando um quarterback sofria sack) e "under pressure" (em referência a canção homônima de David Bowie e Queen, para quando um quarterback sofria pressão da defesa rival); no beisebol, os home runs eram acompanhados de um longo "lê, lê, lê, lê".
Zimmermann deixou a ESPN em 2003, devido a decisão da matriz de encerrar as produções da versão brasileira da ESPN Internacional feitas nos Estados Unidos e centralizar todas as operações dos seus canais no Brasil em seus estúdios em São Paulo.
Com isso, o narrador retornou ao Brasil e, a partir de 2004, passou a integrar a equipe do BandSports. Pelo canal de televisão por assinatura do Grupo Bandeirantes, ele participou de transmissões de esportes estadunidenses, como NFL, Fórmula Indy e basquete universitário estadunidense, além de grandes eventos, como as Olimpíadas de Atenas, de Pequim e Londres. Em 2016, Zimmermann não teve o contrato renovado com a Bandsports, mas seguiu integrando a equipe da Rádio Bradesco Esportes FM, do Grupo Bandeirantes. Com o final das atividades da Bradesco Esportes FM, ele e outros jornalistas foram demitidos em março de 2017.
Nos anos finais de sua vida, Zimmermann voltou a morar nos Estados Unidos, estabelecendo residência na Flórida. Em 2023, o narrador envolveu-se em um acidente de carro, quando passou mal ao volante e colidiu com um muro. Ele ficou internado por alguns dias, precisou de transfusão de sangue, mas se recuperou.

### Morte
Zimmermann faleceu em 31 de janeiro de 2025, após não resistir aos ferimentos de um acidente de trânsito em Pompano Beach, provocado por um motorista que invadiu a pista contrária e colidiu com o veículo em que ele estava.